# .tr
.tr је највиши Интернет домен државних кодова (ccTLD) за Турску. Администриран је од стране Компјутерског центра Техничког универзитета Блиског истока.